# 戴氏心意拳
戴氏心意拳（たいししんいけん）は正式名称を戴氏六合心意拳亦は戴式六合心意拳と称する。中国の山西省祁県の名門であった戴家の一族と、その周辺の少数の外姓伝承者の間で長らく秘伝として伝えられてきた中国武術である。創始者は戴隆邦。

## 概要
戴は一時期形意拳の開祖となった李洛能や、娘の婿であった郭維漢などを入室門徒（内弟子）として迎えていたが、戴の最晩年に清朝府によって山西省で禁武令が発令され、武術を練習することが厳しく取り締まられたことを切っ掛けに、心意拳の伝承を一族の者のみに限る完全な密伝とした。その為、戴と同じ曹継武の弟子である馬学礼が、河南省の回族の者たちに普及させた心意六合拳や、戴氏の拳をルーツとして作られ、その後多く一般に普及された形意拳と比べ、
伝承者の数が著しく少数となってしまった。しかし、戴家最後の心意拳伝人であった戴魁の時代になると方針を変え、その伝授は相変わらず秘匿性の厳しいものであったが、戴家以外の外姓の者にも伝えられるようになった。